# Atopsyche minimajada
Atopsyche minimajada är en nattsländeart som beskrevs av Roger J. Blahnik och Gottschalk 1997. Atopsyche minimajada ingår i släktet Atopsyche och familjen Hydrobiosidae. Inga underarter finns listade i Catalogue of Life.